# 中居正広の終活って何なの!?〜僕はこうして死にたい〜
『中居正広の終活って何なの!?〜僕はこうして死にたい〜』（なかいまさひろのしゅうかつってなんなの!?〜ぼくはこうしてしにたい〜）とは、フジテレビ系列の『土曜プレミアム』枠で2015年と2016年に特別番組として放送されたトークバラエティ番組である。中居正広の冠番組。

## 概要
中居正広がMCを務める。
当番組では、様々なテーマを通じて、「終活」（＝「死」を迎えるまでにどのような準備）を整えておくべきかについて、MCの中居がゲストとともに学んでいくバラエティ番組。また、自分自身の死や大切な人の死を目前にして様々な終活の形が報告される。さらに、スタジオには相続に詳しい弁護士、医師、生前整理、遺品整理の専門家など各分野の専門家が出演し、少しでも理想に近い形で死を迎えるため、あるいは大切な人を送り出すために必要な知識をわかりやすく解説していく。

## 出演者

### MC
- 中居正広

### 進行
- 西山喜久恵（フジテレビアナウンサー）

## 放送日・ゲスト一覧
| 回数  | 放送日                  | 放送時間（JST） | ゲスト                                                           | 備考                         |
| ----- | ----------------------- | --------------- | ---------------------------------------------------------------- | ---------------------------- |
| 第1回 | 2015年2月21日（土曜日） | 21:00 - 23:10   | 綾小路きみまろ、坂上忍、指原莉乃、中村玉緒、北斗晶、光浦靖子     | 『土曜プレミアム』枠で放送。 |
| 第2回 | 2016年4月30日（土曜日） | 21:00 - 23:10   | 綾小路きみまろ、坂上忍、岡江久美子、加藤諒、鈴木奈々、冨士眞奈美 | 『土曜プレミアム』枠で放送。 |

## スタッフ
第2回放送時点
- 企画・演出：渡辺修（ViViA）
- 構成：武田浩、須平敦宣、寺田智和
- スタジオ技術
  - TP：高瀬義美
  - SW：小林光行
  - CAM：小川利行（第2回）
  - VE：原啓教
  - 音声：高橋幸則（第2回）
  - 照明：三好裕治
- 美術制作：馬場啓友（第1回は、美術プロデューサー）
- 美術デザイン：竹中健
- 美術進行：鈴木あみ（第2回）
- 大道具：大原隆（第1回は、操作）
- アクリル：鈴木竜
- 電飾：菅田重樹（第2回）
- 生花装飾：荒川直史
- メイク：山田かつら
- CG：Style-0
- イラスト：グレートインターナショナル
- リサーチ：藤田洋一
- EED：中西祐介、清水良浩（2人共→第2回）
- MA：兒子仁（第2回）
- オフライン：高原淳（第2回）
- 音効：おぜき孝宏
- TK：上原美華
- 編成：加藤達也
- 広報：小中ももこ
- 技術協力：ニューテレス、FMT
- 美術協力：フジアール
- 協力：ジャニーズ事務所
- 再現VTR（第2回）
  - CAM：櫻井栄希（第2回）
  - VE：飛岡浩朴（第2回）
  - 音声：丹野基樹（第2回）
  - 照明：鈴木勇人（第2回）
  - アシスタントディレクター：畑山友幸（第2回）
  - ディレクター：戸田直秀、吉田至次（2人共→第2回）
  - プロデューサー：岩下英雅（第2回）
- 制作進行（第2回）：小林美保（第1回は、AD）
- デスク：古賀美由紀
- アシスタントディレクター：谷口彦薫、星野晋玉（2人共→第2回）
- AP：森本美緒（ViViA）、堀川香奈（フジテレビ、堀川→第2回）、黒柳法子（フジテレビ）
- ディレクター：赤坂康一（フリーピット）、山口哲郎、土屋翔、小島隆彰（山口・小島→第2回）
- プロデューサー：粟井誠司（ViViA）
- チーフプロデューサー：濱野貴敏（フジテレビ）
- 制作協力：ViViA
- 制作：フジテレビバラエティ制作センター
- 制作著作：フジテレビ

### 過去のスタッフ
- ロケ技術
  - 撮影：河野健之、新井一郎
  - VE：涌田真也
  - 音声：鈴木卓也
  - 照明：生形浩司
- スタジオ技術
  - CAM：矢代祐一
  - 音声：奈良岡純一
- 美術進行：足立和彦
- 大道具：木村敬
- 電飾：中みつ子
- EED：齋藤啓太、金澤京一
- MA：山本宗太
- オフライン：本間孝輔
- 技術協力：CUEVO
- 美術協力：日本光電
- アシスタントディレクター：俵木花純、石澤元希
- 制作：山口優衣
- ディレクター：尾崎敦朗（ViViA）、足立達哉